# Татевская пустынь
Татеви́ мец Анапа́т (арм. Տաթեւի անապատ — Татевская пустынь) — монастырь Армянской апостольской церкви, расположенный в Армении, Сюникской области, близ села Татев. Монастырь построен в XVII—XVIII веках, в 1995 году рассматривался на включение в список Всемирного наследия ЮНЕСКО.
Татевская пустынь была основана монахами пустыни Аранц, которая была разрушена землетрясением в XVII веке. Из дошедших источников, известно, что пустынь была разрушена тремя последовательными землетрясениями, но при этом, никто из монахов не пострадал, за исключением старца, не пожелавшего уходить из старой пустыни и погибшего в результате третьего землетрясения.
Расположена Татевская пустынь на плато чуть повыше реки Воротан. С верхним Татевским монастырём Пустынь соединял подземный ход. Неподалёку от пустыни, находится Чёртов мост (Сатани Камурдж), где можно искупаться в живописных минеральных источниках.

## Галерея

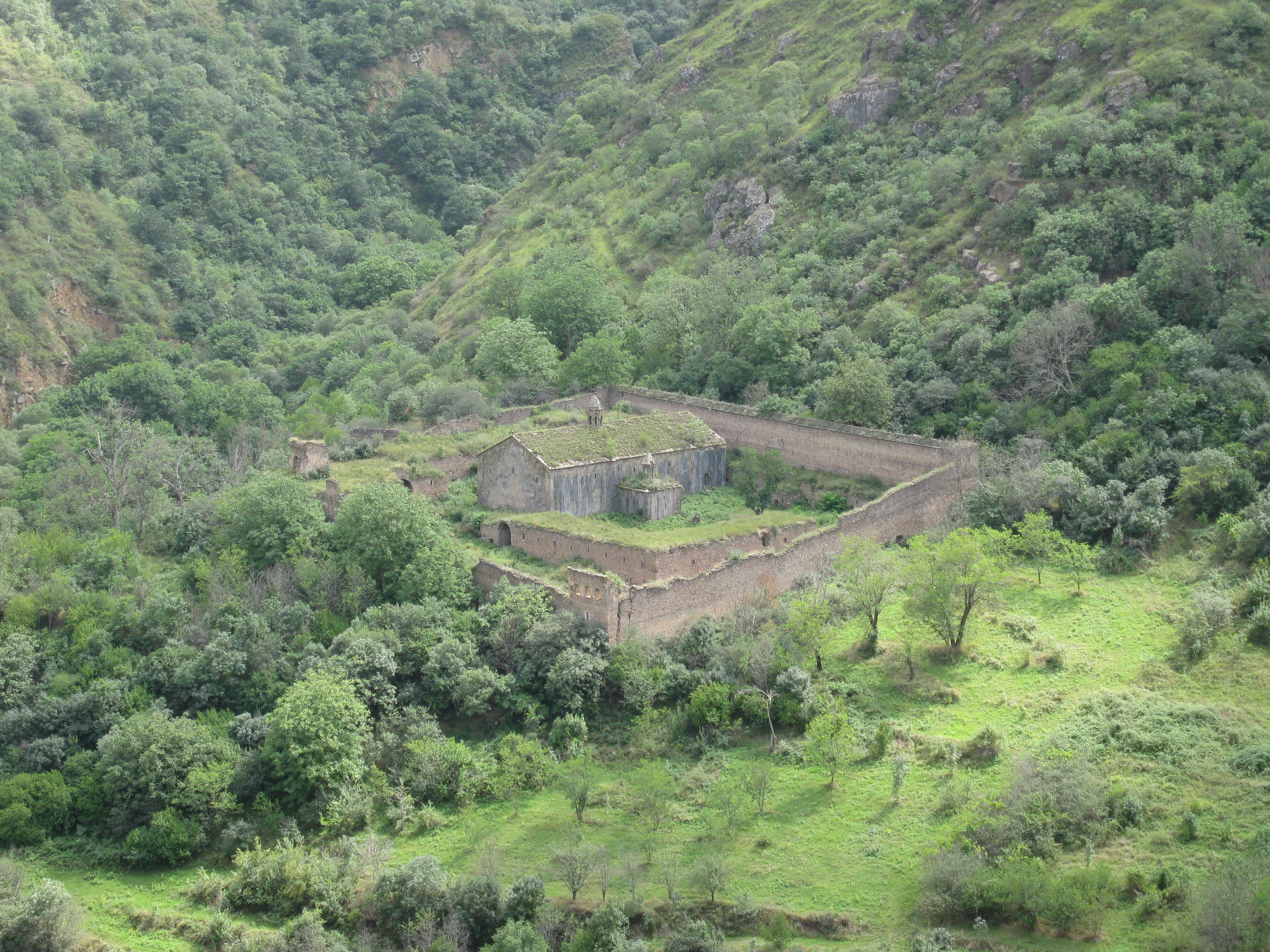
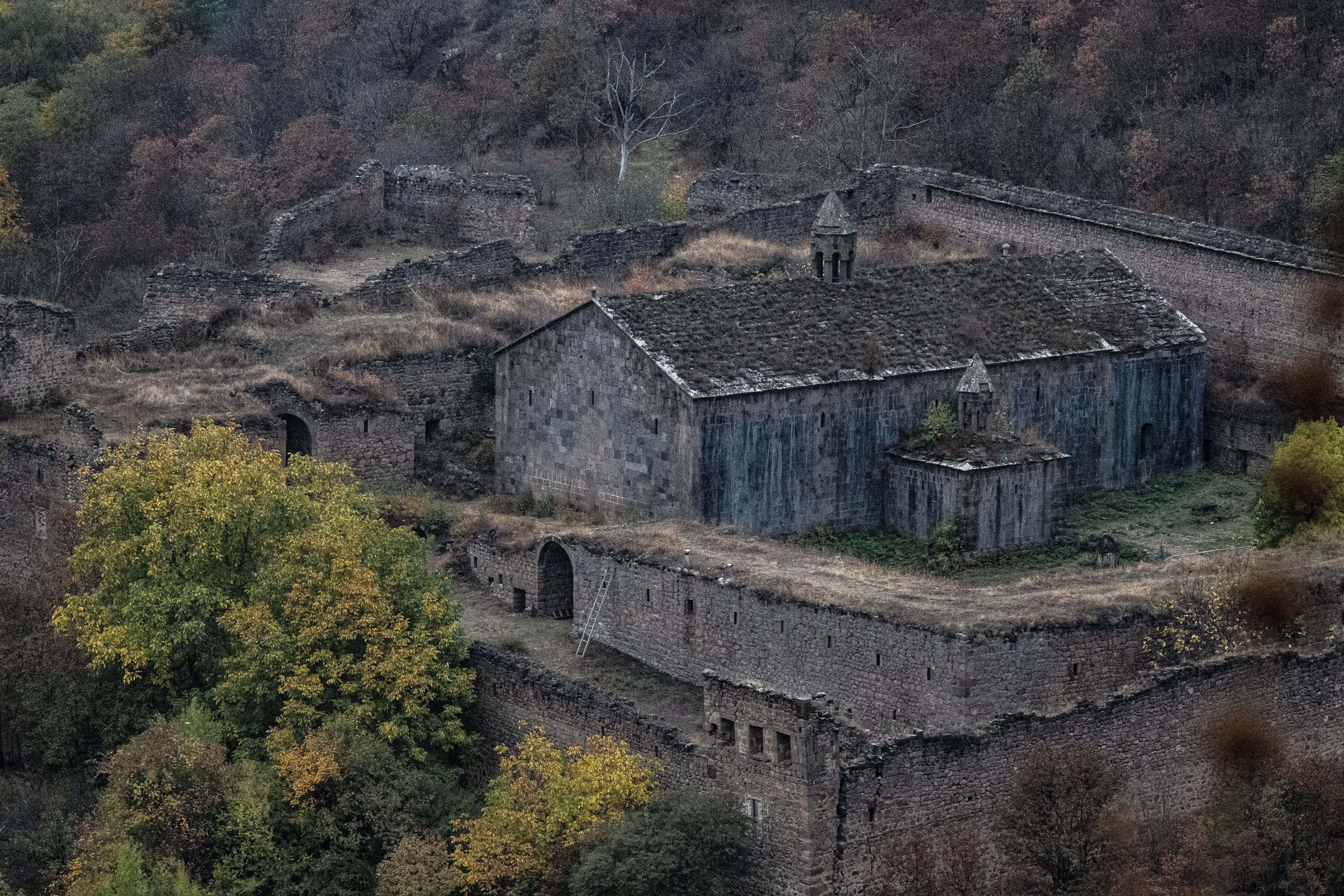
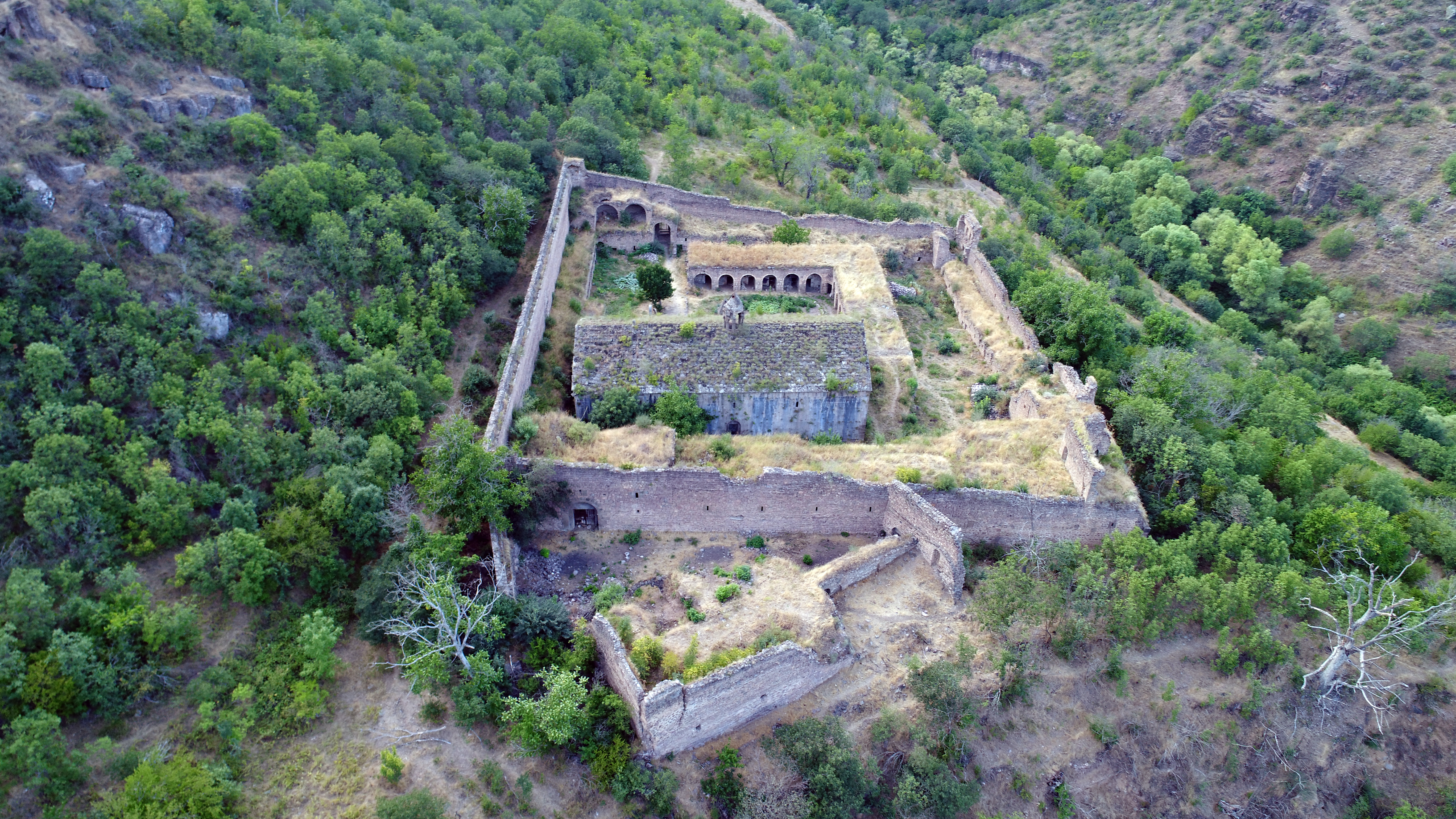
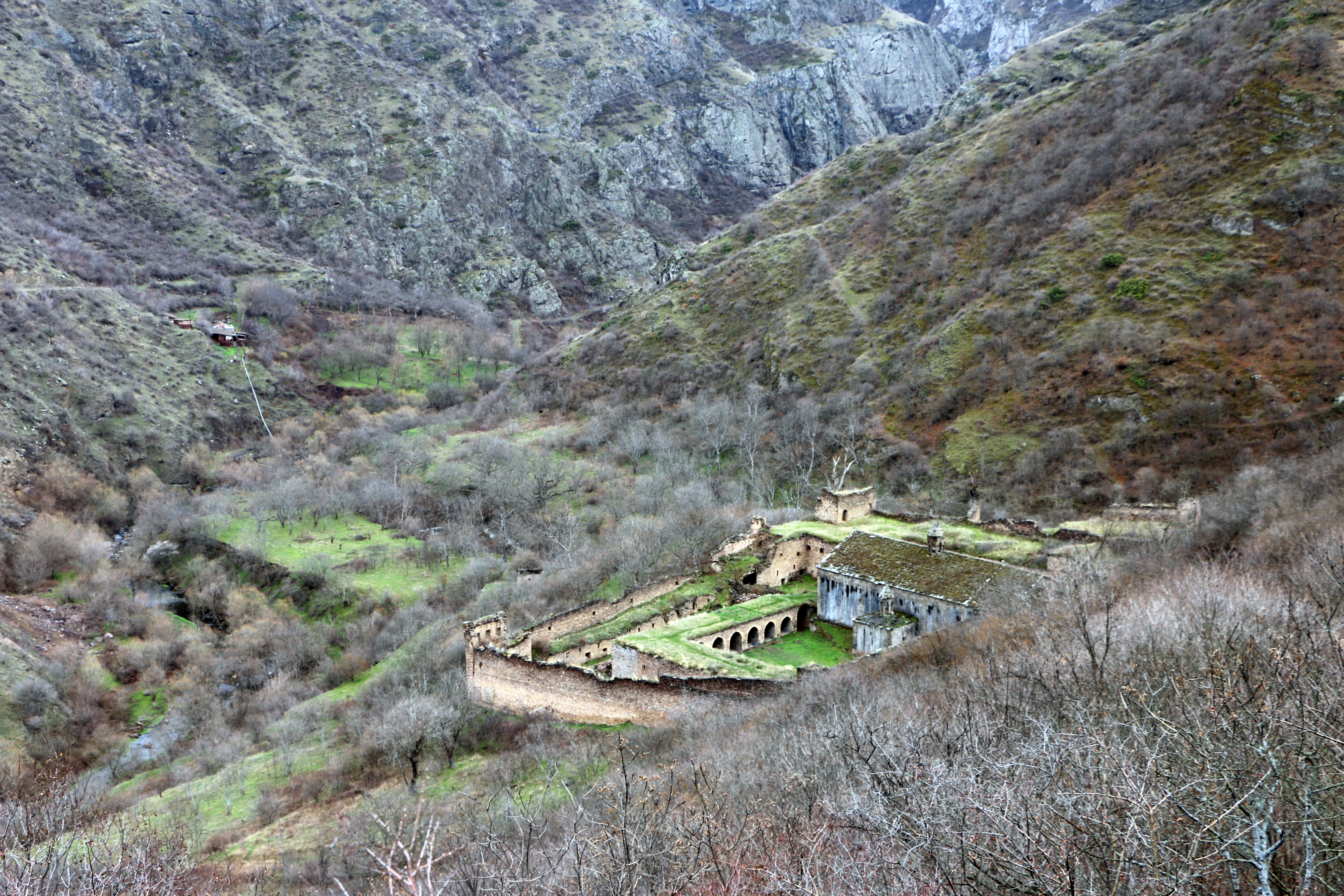
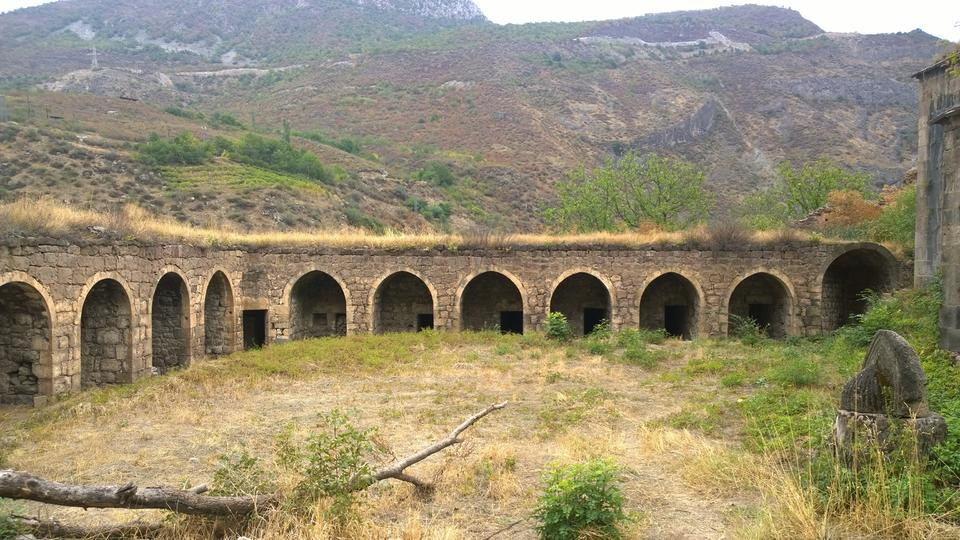
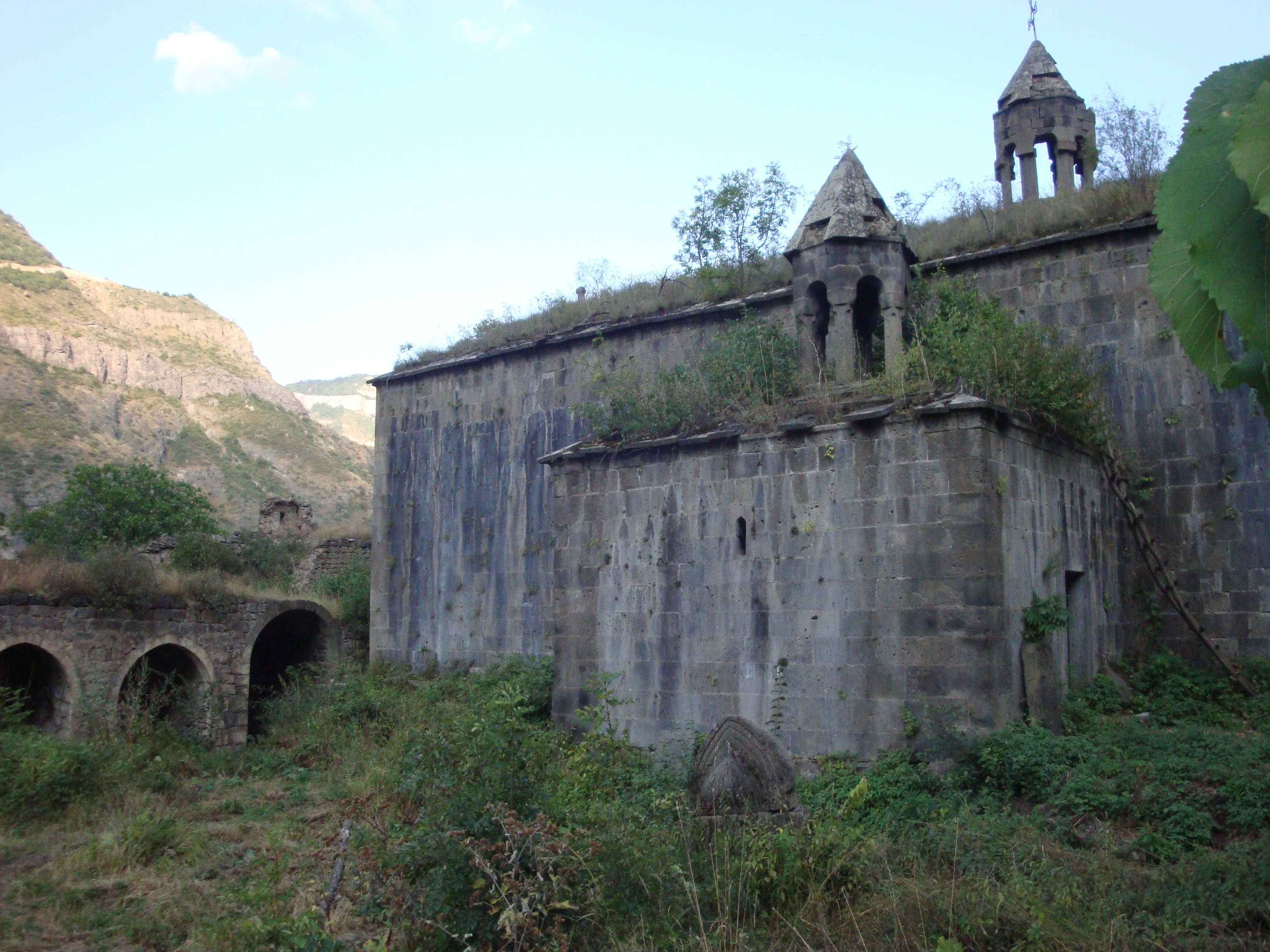
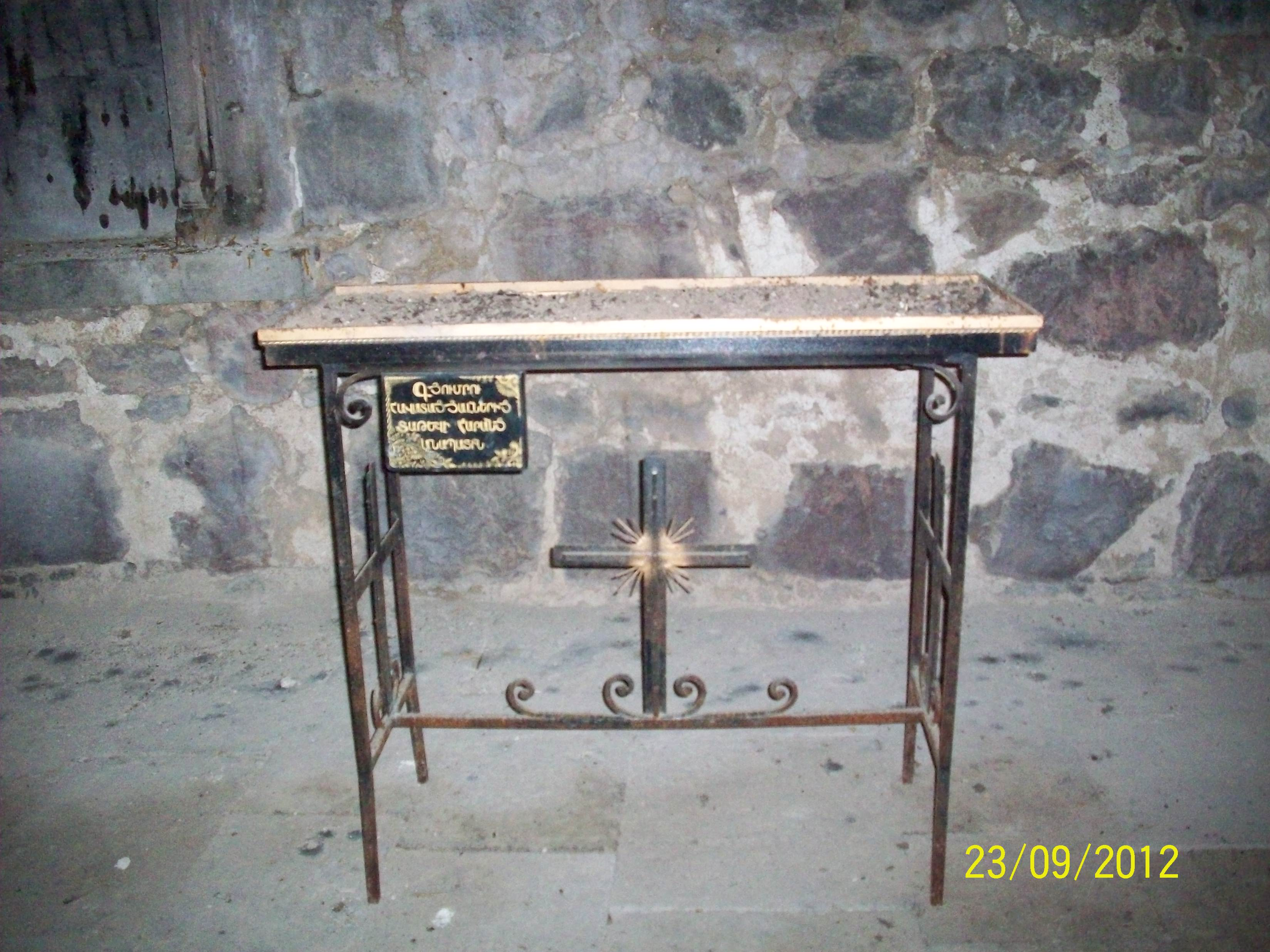
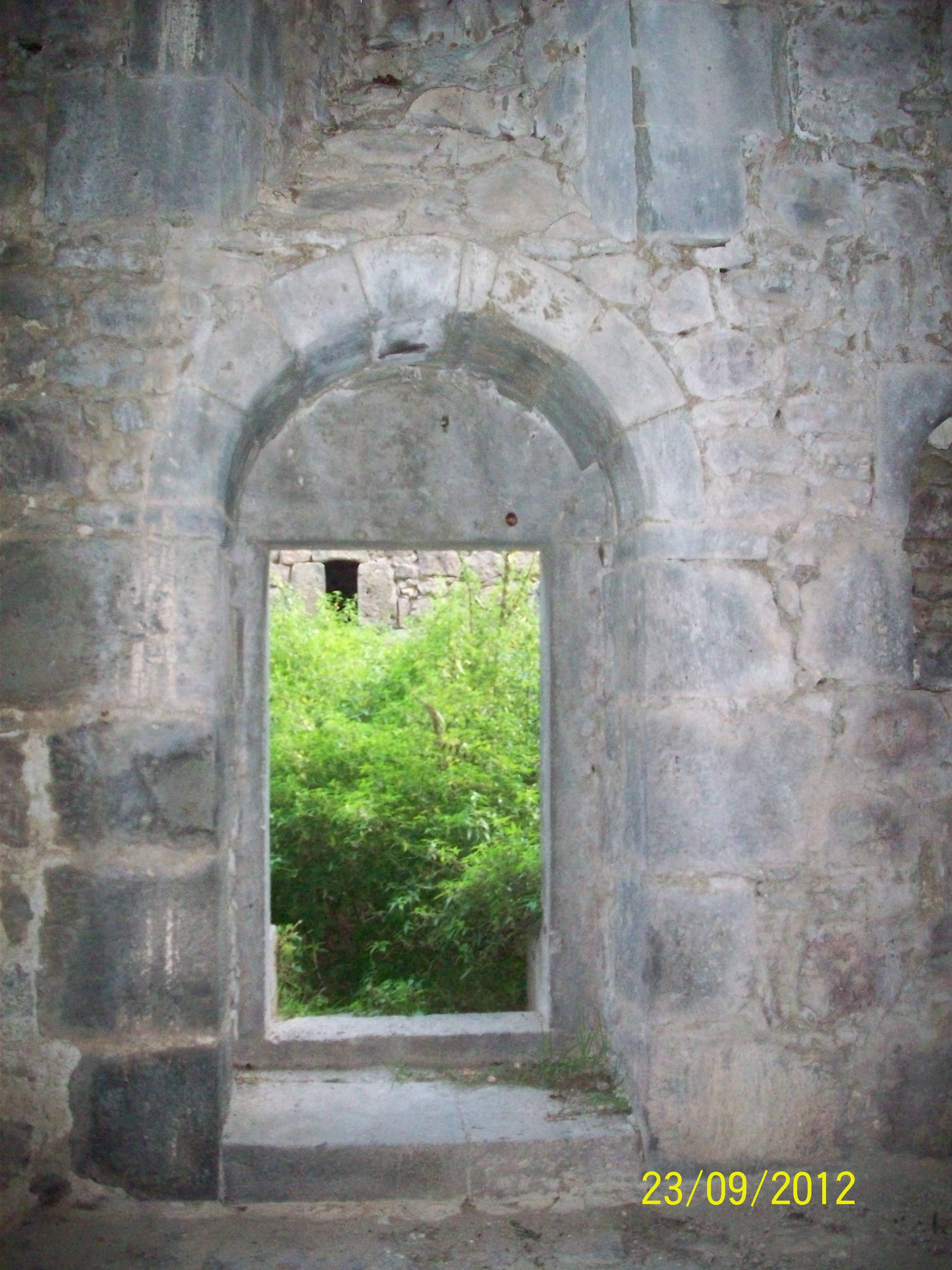
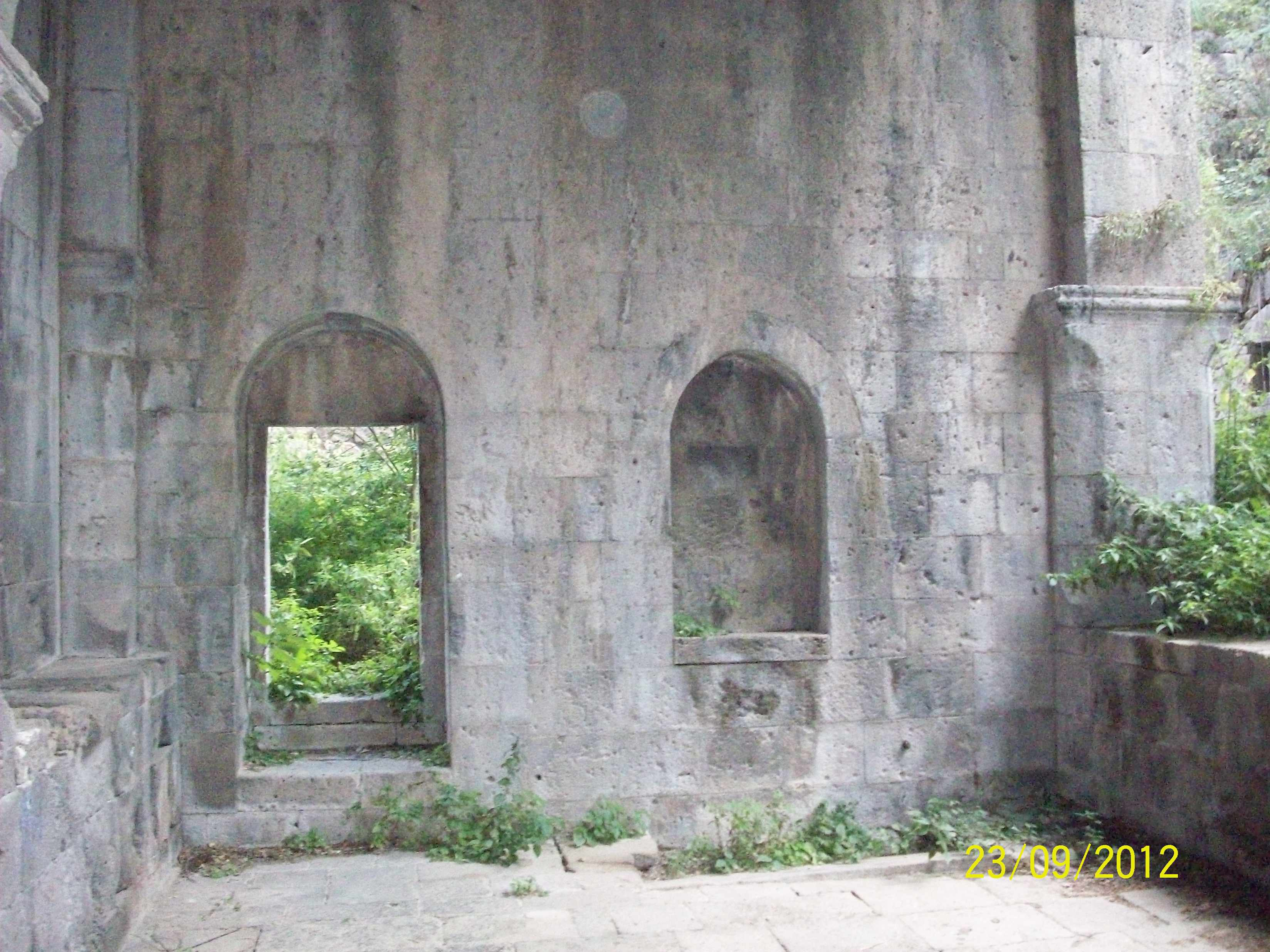
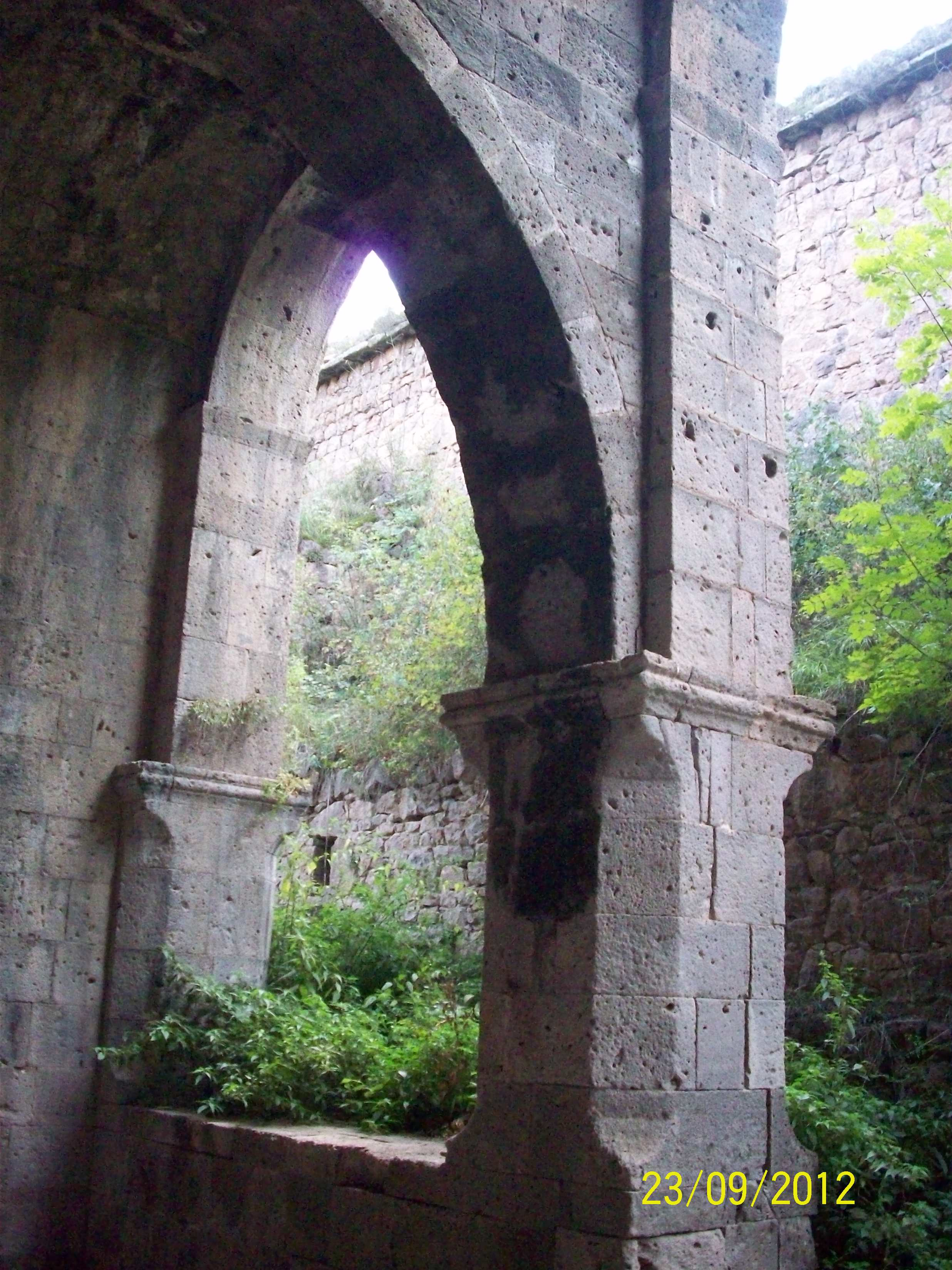
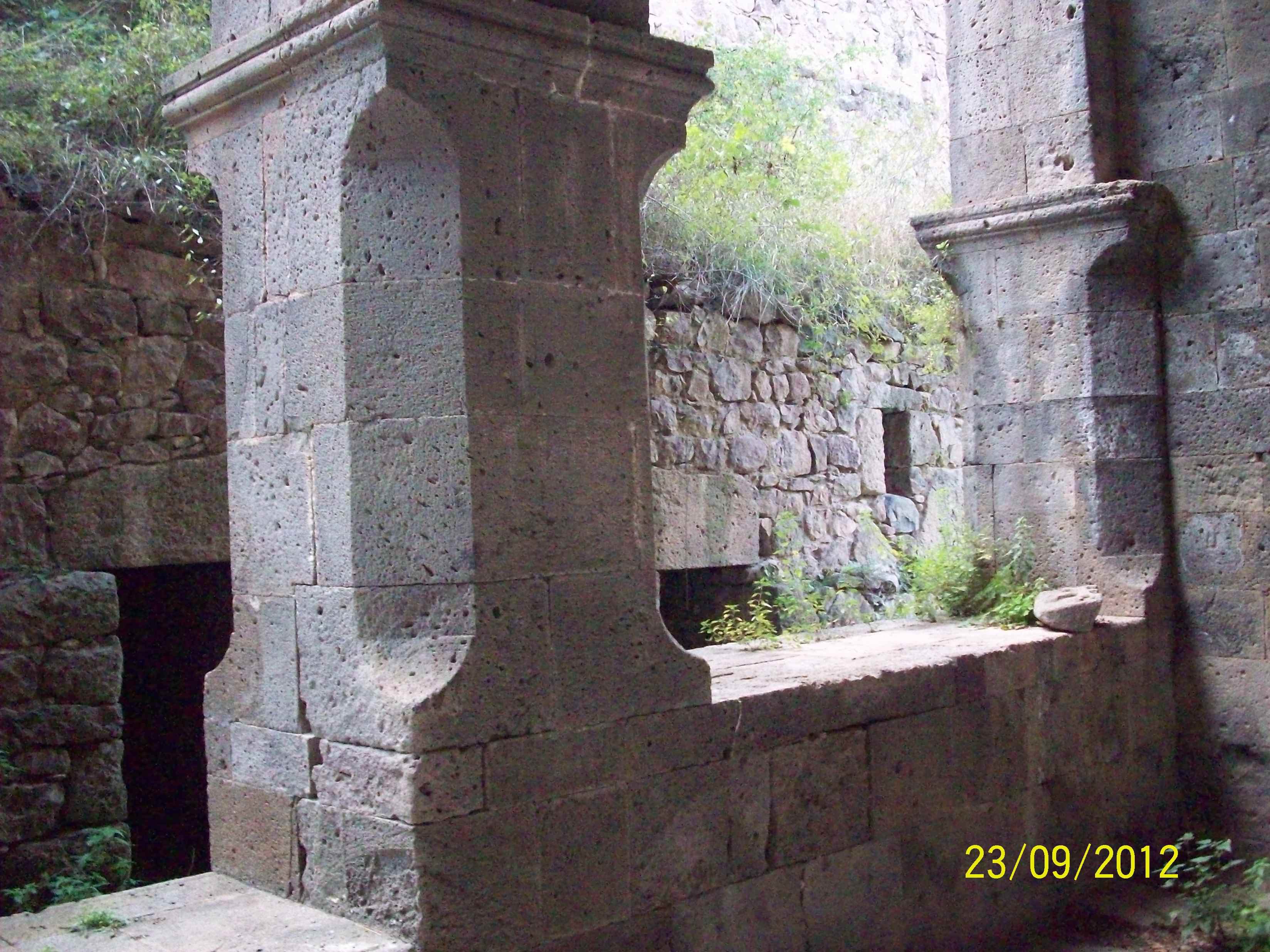
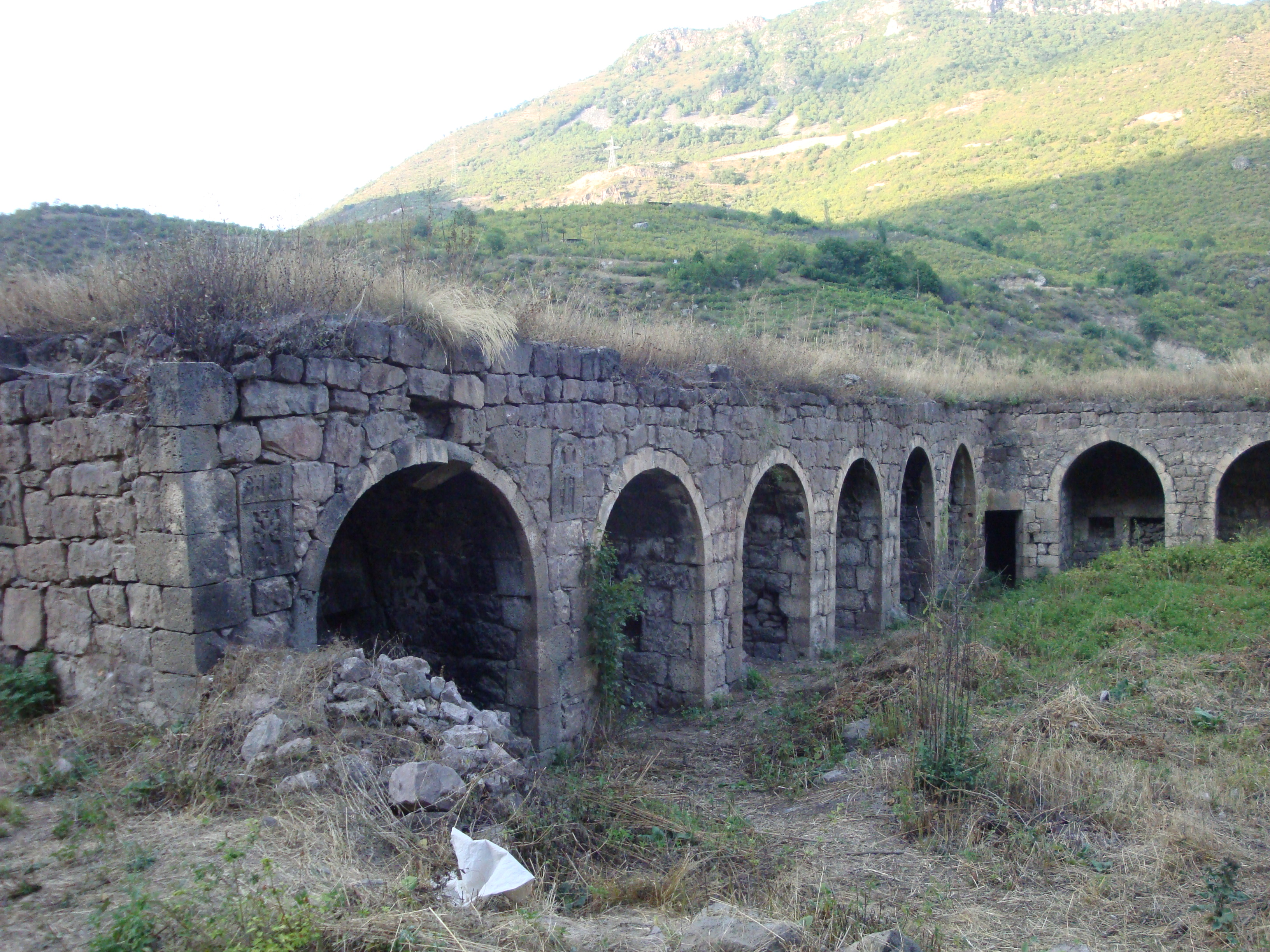
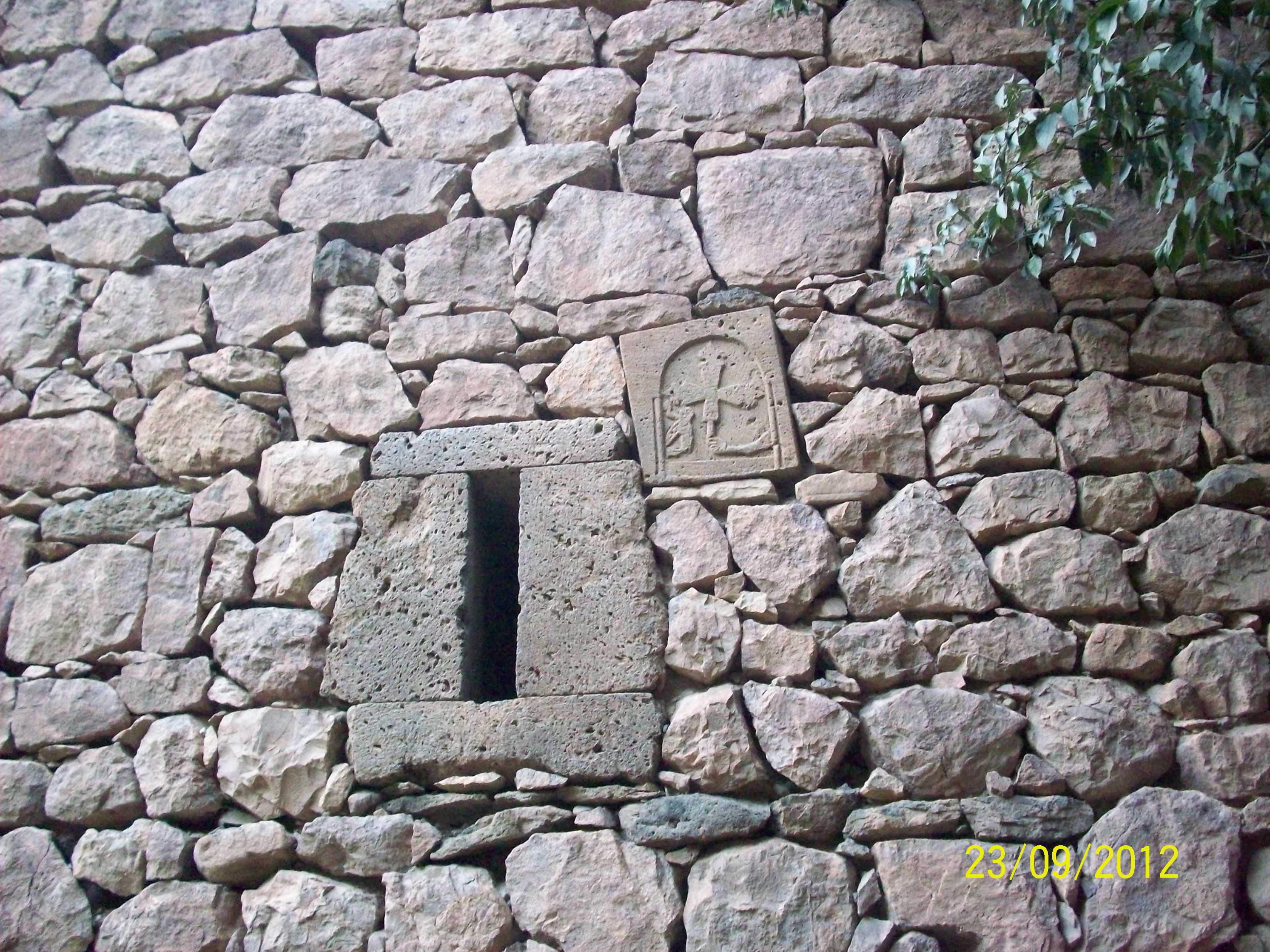
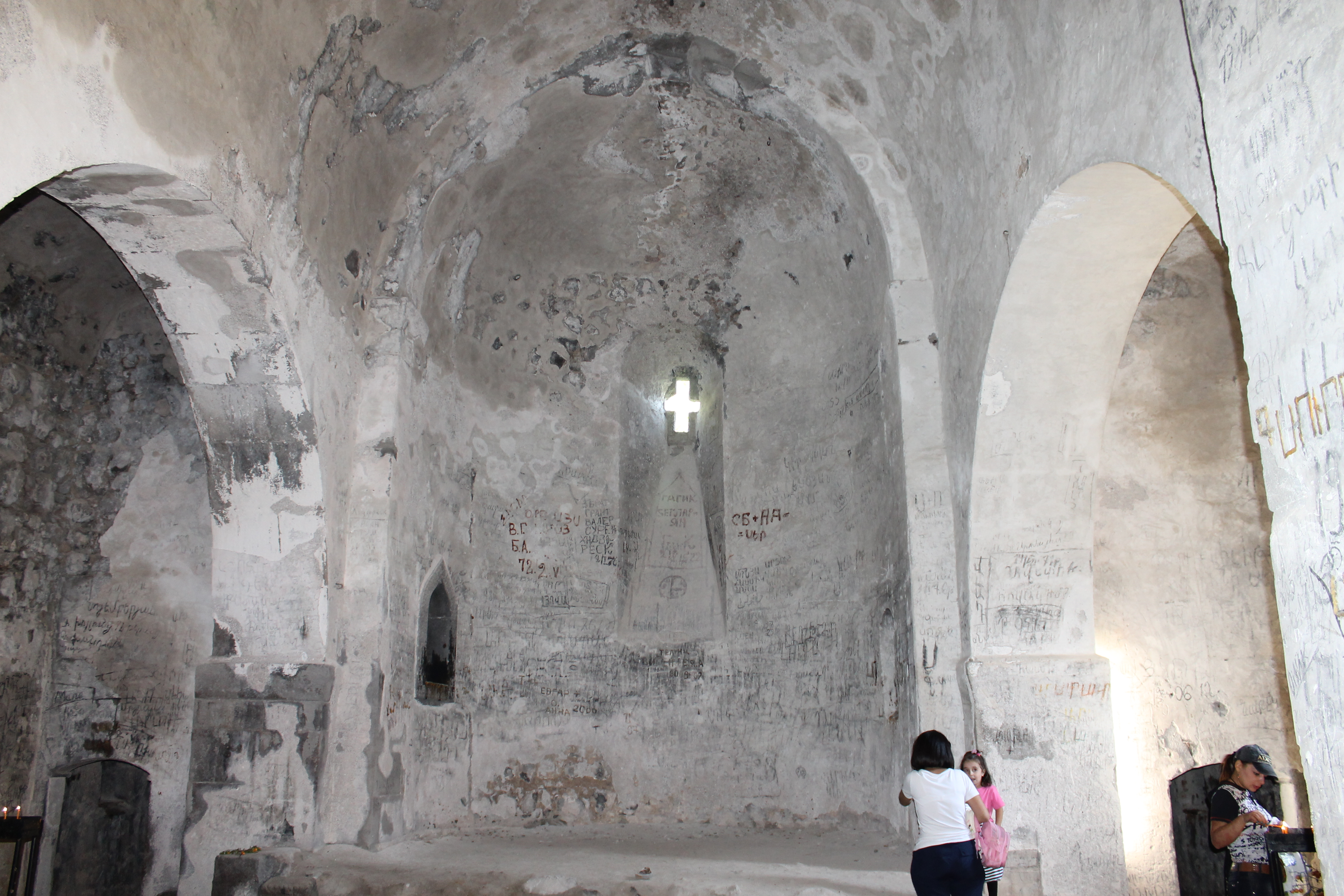
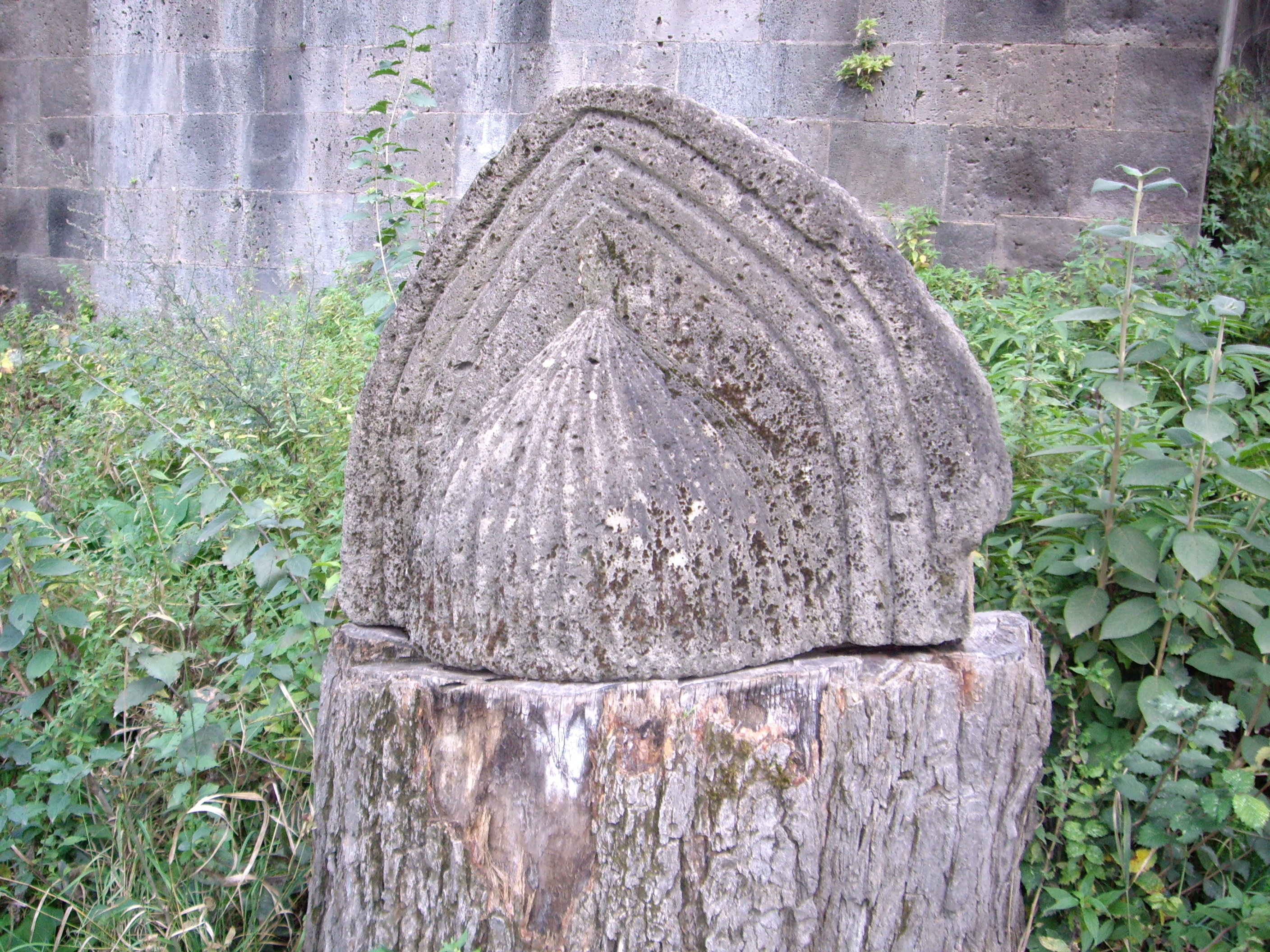
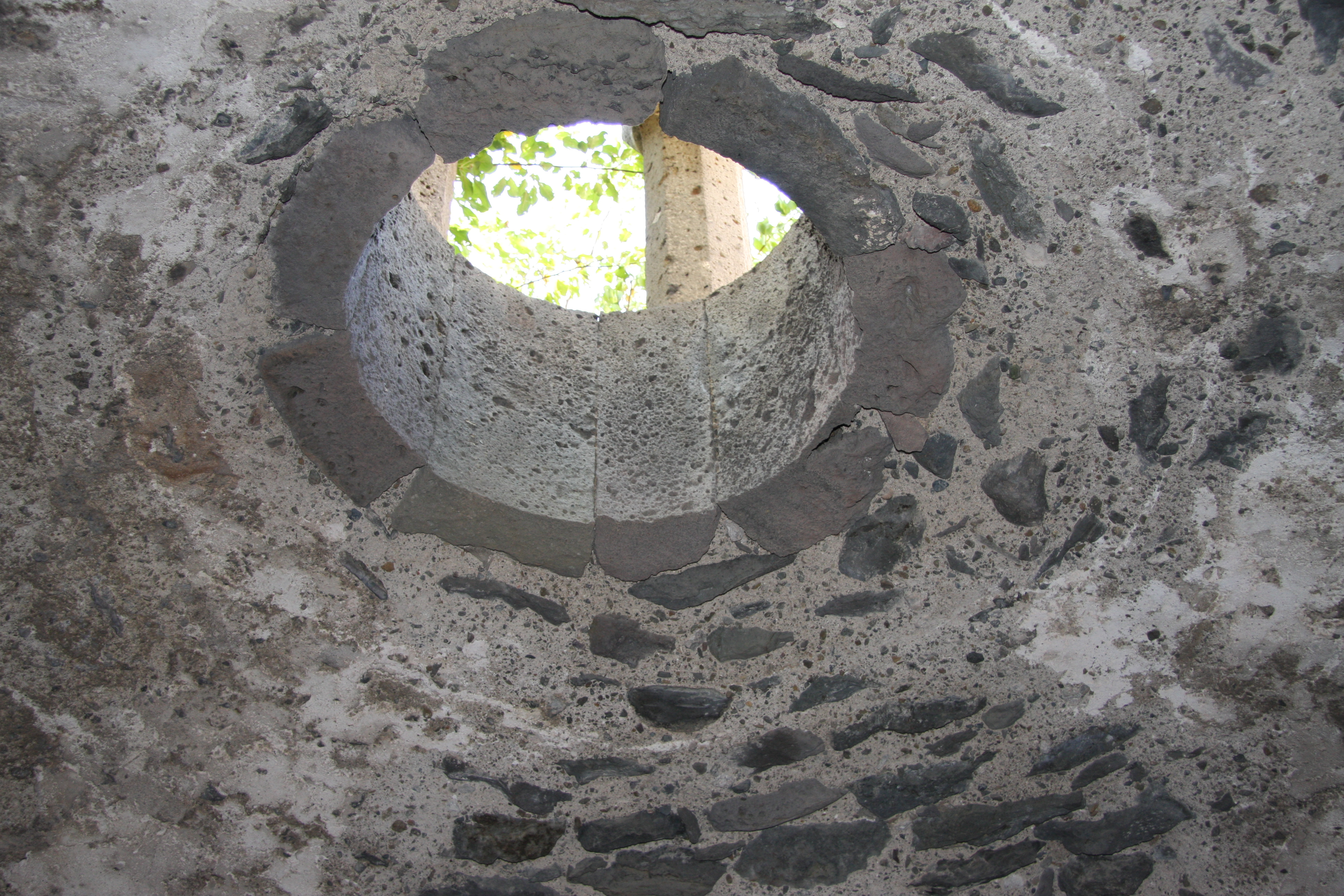
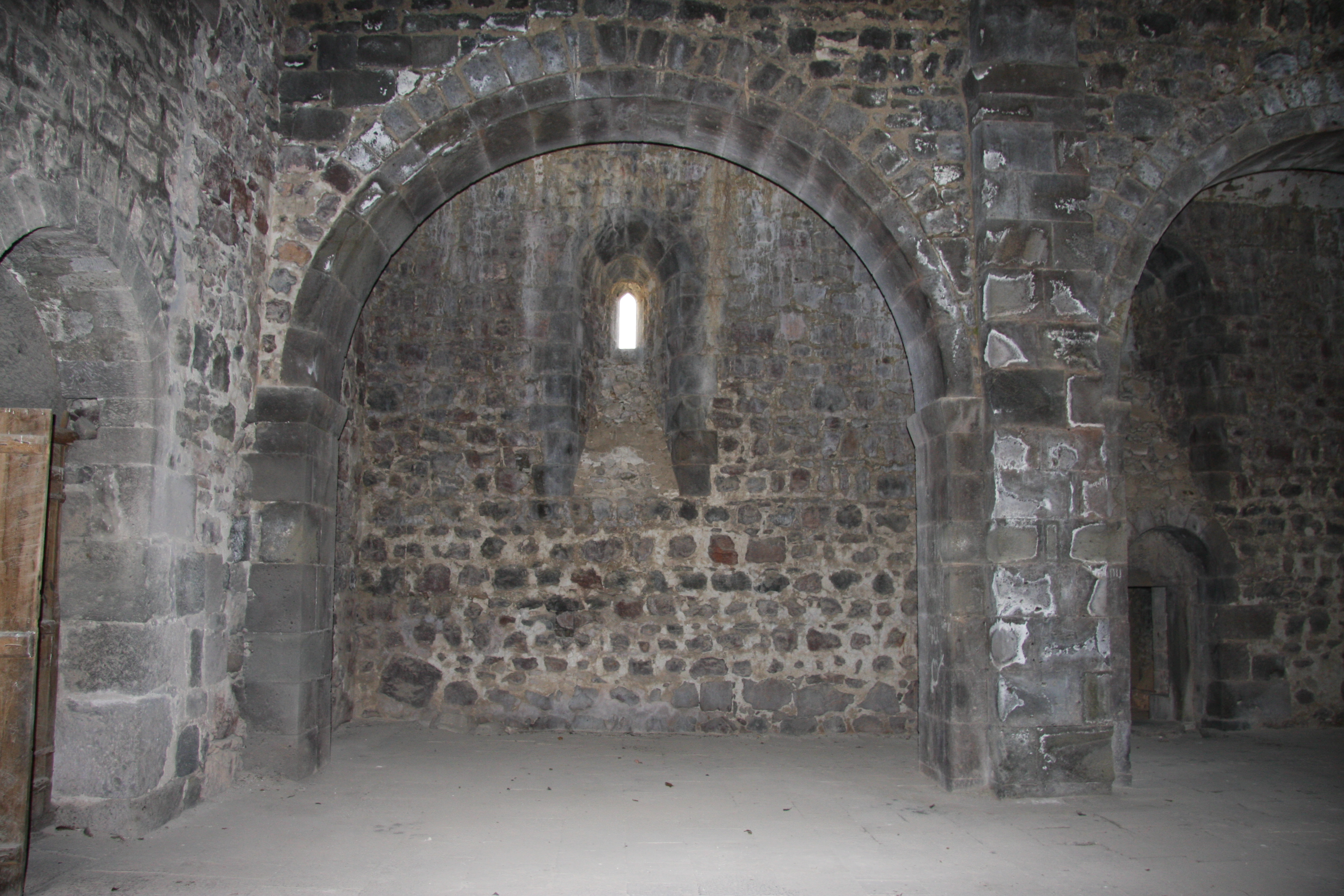